# Каменка (посёлок городского типа, Воронежская область)
Ка́менка — посёлок городского типа, административный центр Каменского района Воронежской области Российской Федерации.
Образует муниципальное образование Каменское городское поселение как единственный населённый пункт в его составе. Население — 8057 жителей (2021 год).
Был основан в середине XVIII века. Является поселком городского типа начиная с 1937 года.

## География

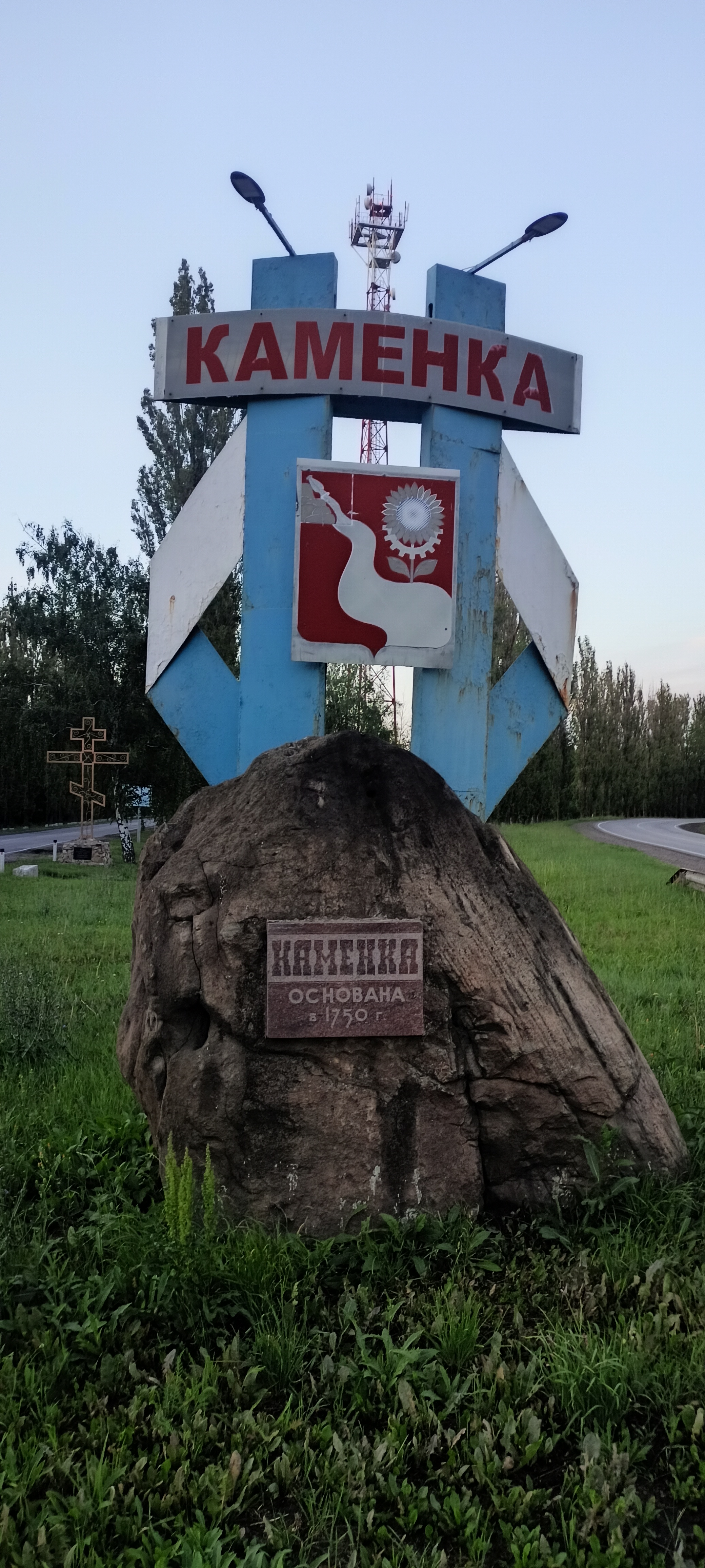

Каменка расположена в Центральном федеральном округе, недалеко от реки Дон. Железнодорожная станция Евдаково на линии «Лиски—Миллерово».
Расположен в 143 км к югу от Воронежа по трассе Воронеж — Луганск. Находится в 660 км от Москвы и меньше, чем 100 километрах по прямой от границы с Украиной.

### Климат
Климат Каменки — умеренно континентальный. Несмотря на то, что посёлок расположен на юге Воронежской области, средние температуры здесь почти на градус ниже, чем в расположенных немного севернее Острогожске и Лисках из-за большей высоты над уровнем моря (226 метров).
| Показатель                    | Янв.  | Фев.  | Март | Апр. | Май  | Июнь | Июль | Авг. | Сен. | Окт. | Нояб. | Дек. | Год  |
| ----------------------------- | ----- | ----- | ---- | ---- | ---- | ---- | ---- | ---- | ---- | ---- | ----- | ---- | ---- |
| Средний суточный максимум, °C | −5,1  | −4,8  | 0,5  | 12,7 | 20,8 | 24,7 | 26,1 | 25,2 | 18,7 | 10,3 | 2,0   | −2   | 10,8 |
| Средняя температура, °C       | −8,4  | −8,4  | −3   | 7,7  | 15,0 | 18,8 | 20,4 | 19,4 | 13,4 | 6,3  | −0,8  | −4,8 | 6,3  |
| Средний суточный минимум, °C  | −11,7 | −11,9 | −6,4 | 2,8  | 9,2  | 13,0 | 14,7 | 13,6 | 8,2  | 2,4  | −3,5  | −7,6 | 1,9  |
| Норма осадков, мм             | 42    | 32    | 28   | 36   | 46   | 63   | 64   | 48   | 47   | 39   | 48    | 47   | 540  |
| Источник: Климат Каменки      |       |       |      |      |      |      |      |      |      |      |       |      |      |

## История
Основан в 1750 году как хутор казаками Острогожского казачьего полка.
Протоиерей Острогожской Покровской церкви Максим Сурмин в 1767 году сделал описание хуторов Острогожской провинции, из которых известно, что в Каменке на тот момент было 9 дворов, в которых проживал 31 житель мужского пола. Все они были прихожанами Покровской церкви города Острогожска. Известны и фамилии первопоселенцев: Вуколевко, Котляров, Лепехов, Резниченко, Карпенков, Неренко, Лихотин, Рудиков и другие.
20 февраля 1937 года. сел. Каменка Евдаковского района постановлением ВЦИК отнесено к категории рабочих посёлков. С 1 февраля 1963 года был в подчинении Острогожского горсовета, с 14 января 1965 до 10 апреля 1973 года — Острогожского района.

## Население
| 1859  | 1979  | 1989  | 2002  | 2009  | 2010  | 2012  | 2013  | 2014  |
| ----- | ----- | ----- | ----- | ----- | ----- | ----- | ----- | ----- |
| 297   | ↗8660 | ↗9478 | ↗9583 | ↘9108 | ↗9192 | ↘9007 | ↘8810 | ↘8641 |
| 2015  | 2016  | 2017  | 2018  | 2020  | 2021  |       |       |       |
| ↘8594 | ↘8469 | ↘8375 | ↘8214 | ↘7953 | ↗8057 |       |       |       |

Национальный состав
Национальный состав Каменки по данным переписи населения 1939 года: русские — 64,9 % или 3437 чел., украинцы — 33,6 % или 1779 чел.
По итогам переписи населения 2020 года проживали следующие национальности (национальности менее 0,1 % и другое, см. в сноске к строке «Другие»):
| Национальность | Численность, чел. | Доля     |
| -------------- | ----------------- | -------- |
| Русские        | 7676              | 95,27 %  |
| Армяне         | 23                | 0,29 %   |
| Украинцы       | 17                | 0,21 %   |
| Грузины        | 14                | 0,17 %   |
| Другие         | 327               | 4,06 %   |
| Итого          | 8057              | 100,00 % |

Религиозный состав
Абсолютное большинство верующего населения являются христианами (православными), также есть религиозное меньшинство в виде мусульман и иудеев.

## Экономика
В посёлке имеются следующие промышленные предприятия
- Евдаковский масложировой комбинат, входящий в состав группы компаний «ЭФКО»[23].

## Образование

### Среднее профессиональное образование
- Профессиональное училище № 32 (больше не действует);

### Среднее общее образование
- МБОУ Каменская СОШ № 1;
- МБОУ Каменская СОШ № 2;

### Дошкольное образование
- МКДОУ "Детсад № 6 «Колокольчик»;

### Дополнительное образование
- Спортивный комплекс «Здоровье»;
- Дом пионеров;

## Культура
В Каменке действуют следующие учреждения здравоохранения: Каменская ЦРБ, стоматологическая поликлиника, центр материнства и детства «Солнышко».
Действует православная церковь — Казанский храм.
Принимаемые радиостанции:
| Частота FM МГц | Название       | Телецентр                                |
| -------------- | -------------- | ---------------------------------------- |
| 87,5           | Европа плюс    | Лиски                                    |
| 104,6          | DFM            | Лиски                                    |
| 104,1          | Радио «Радио»  | Острогожск                               |
| 105,6          | Дорожное радио | Острогожск                               |
| 102,6          | Юмор FM        | Острогожск                               |
| 103,6          | Юмор FM        | Лиски                                    |
| 101.4          | Авторадио      | Россошь                                  |
| 103.0          | Элитрадио      | Россошь                                  |
| 87,9           | Русское радио  | Алексеевка (город, Белгородская область) |

## Достопримечательности
1. Памятник погибшим воинам на площади Победы п.г.т. Каменка, братская могила № 122;
2. Мемориал «Танк Т-34»;
3. Памятник в парке Победы поселка Каменка;
4. Мемориал воинам, погибшим в вооруженных конфликтах в мирное время;
5. Мемориал воинам, погибшим при исполнении интернационального долга в республике Афганистан;
6. Бюст Герою Советского Союза В. П. Захарченко;
7. Бюст Герою Советского Союза П. К. Рогозину;

## Побратимы
- Новопсков (Луганская область, Украина, с 22 июля 2013 года)[25].

## Фото

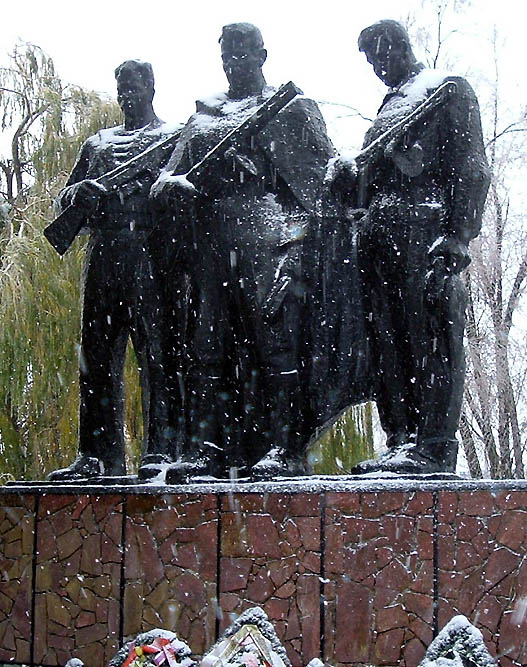
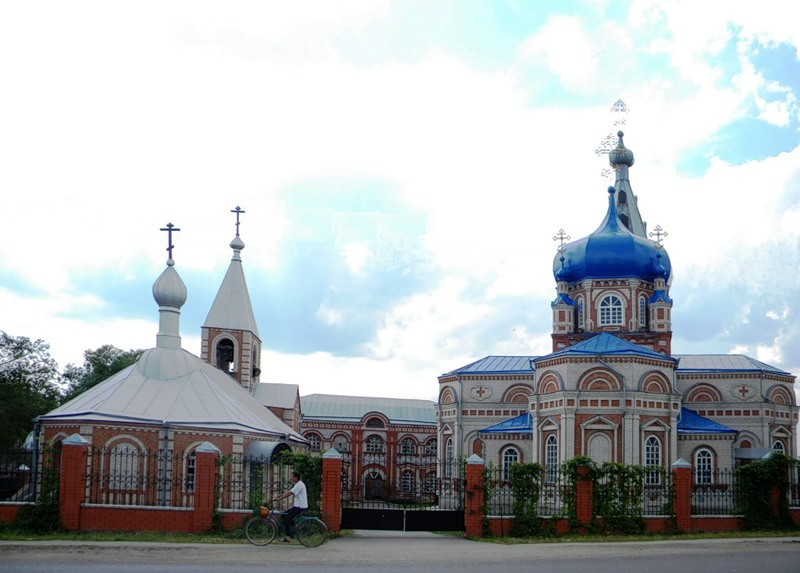
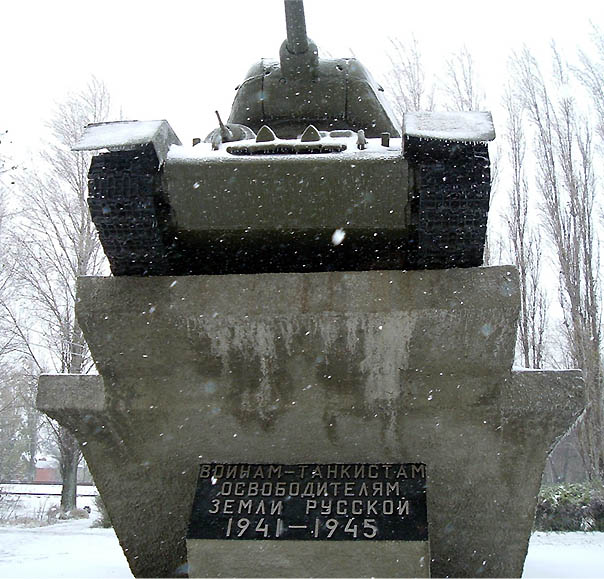